# مات واربورتون
مات واربورتون (بالإنجليزية: Matt Warburton)‏ هو كاتب سيناريو أمريكي، ولد في 7 فبراير 1978 في أوهايو في الولايات المتحدة.

## وصلات خارجية
- مات واربورتون على موقع IMDb (الإنجليزية)
- مات واربورتون على موقع ألو سيني (الفرنسية)
- مات واربورتون على موقع قاعدة بيانات الفيلم (الإنجليزية)
- مات واربورتون على موقع كينوبويسك (الروسية)